# Stan (runa)
| Nombre            | Anglosajón |
| Nombre            | Stan       |
| Nombre            | "piedra"   |
| Forma             | Futhorc    |
| Forma             |            |
| Unicode           | ᛥ U+16E5   |
| Transliteración   | st         |
| Sonido AFI        | [st]       |
| Puesto alfabético | 32         |

Stan es una runa exclusiva del alfabeto futhorc. Su nombre significa piedra en anglosajón y se translitera como «st». 
La incorporación de esta runa al alfabeto anglosajón es tardía, posterior al siglo IX, como evidencia que no forme parte del poema rúnico anglosajón. Tampoco aparece grabada en ninguna inscripción en piedras rúnicas u objetos de madera, hueso o metal como ocurre con las runas más antiguas. Aparece solamente en manuscritos, al igual que las otras tres últimas runas: cweorð, calc y gar.